# Turn Me On (chanson de Kevin Lyttle)
Pour les articles homonymes, voir Turn Me On.
Singles de Kevin Lyttle
Last Drop
(2004)
Turn Me On est une chanson de Kevin Lyttle, originaire de Saint-Vincent-et-les-Grenadines, issue de son premier album, Kevin Lyttle et sortie en single le 29 juin 2004 sous le label Atlantic Records.
En 2013, une version en duo avec Matt Houston sort en single et en bonus de l'album collectif Tropical Family.
Le groupe CocoRosie a sorti un cover de la chanson, en version folk-psyché. 

## Classement par pays
| Classement (2004)                       | Meilleure position |
| --------------------------------------- | ------------------ |
| Allemagne (Media Control AG)            | 2                  |
| Australie (ARIA)                        | 3                  |
| Autriche (Ö3 Austria Top 40)            | 6                  |
| Belgique (Flandre Ultratop 50 Singles)  | 5                  |
| Belgique (Wallonie Ultratop 50 Singles) | 11                 |
| Danemark (Tracklisten)                  | 1                  |
| France (SNEP)                           | 10                 |
| Irlande (IRMA)                          | 15                 |
| Italie (FIMI)                           | 3                  |
| Norvège (VG-lista)                      | 2                  |
| Nouvelle-Zélande (RMNZ)                 | 19                 |
| Pays-Bas (Single Top 100)               | 2                  |
| Royaume-Uni (UK Singles Chart)          | 2                  |
| Royaume-Uni (UK R&B Chart)              | 1                  |
| Suède (Sverigetopplistan)               | 5                  |
| Suisse (Schweizer Hitparade)            | 3                  |
| États-Unis (Hot 100)                    | 4                  |
| États-Unis (Pop Airplay)                | 4                  |